# غلامعلی حیدری
غلامعلی حیدری سودجانی (زادۀ ۱۳۴۲ در سودجان) نظامی و سیاستمدار ایرانی است که از سال ۱۴۰۰  تا ۱۶ آبان ۱۴۰۳ به عنوان استاندار چهارمحال و بختیاری فعالیت می کرد. 
وی پس از کسب رأی اعتماد هیئت وزیران دولت سیزدهم در ۳۰ آبان ۱۴۰۰ به عنوان بیست و سومین استاندار استان چهارمحال و بختیاری منصوب شد.

## سوابق کاری
حیدری پیش از این معاونت امور استانهای سازمان پدافند غیر عامل کشور را بر عهده داشت. او فرماندهی سپاه استان‌های اصفهان و چهارمحال و بختیاری را نیز در کارنامه خود دارد.